# Grafschaft (Lenne)
Die Grafschaft ist knapp 6 km langer, linker und östlicher Nebenfluss der Lenne innerhalb  des Stadtgebiets von Schmallenbergs im nordrhein-westfälischen Hochsauerlandkreis.

## Geographie

### Verlauf
Die im Hochsauerland verlaufende Grafschaft entspringt rund 1 km nordwestlich des Schmallenberger Stadtteils Schanze im Naturschutzgebiet Opspring.
Von ihrer Quelle, die sich auf rund 662 m ü. NHN befindet, fließt die Grafschaft zunächst in nordwestlicher Richtung zum Stadtteil Grafschaft. Anschließend fließt sie in westlicher Richtung in Richtung Schmallenberg.
Dort mündet die Grafschaft in den von Norden kommenden Ruhr-Zufluss Lenne.
Der etwa 5,98 Kilometer lange Lauf der Grafschaft endet ungefähr 276 Höhenmeter unterhalb ihrer Quelle, sie hat somit ein mittleres Sohlgefälle von etwa 46 ‰.
Ein Großteil des Bachs liegt im Landschaftsschutzgebiet Talraum der Grafschaft und Seitentäler.

### Einzugsgebiet
Das 12,4 km² große Einzugsgebiet der Grafschaft wird durch sie über Lenne, die Ruhr und den Rhein zur Nordsee entwässert.
Es grenzt
- im Osten an das Einzugsgebiet der Hartmecke, die in die Lenne mündet,
- im Süden an das der Latrop, die ebenfalls in die Lenne mündet und
- im Norden an das der Lenne direkt.

Das Einzugsgebiet im Tal ist von Ackerbau geprägt, die angrenzenden Hügel sind bewaldet.

### Zuflüsse
Der Grafschaft fließen von den umliegenden Höhen einige kurze Bäche zu. Der längste und wasserreichste Zufluss ist die  Bremecke.
| Stat. in km | Name        | GKZ       | Lage   | Länge in km | EZG in km² | MQ in l/s | Mündung Koordinaten                              | Mündungshöhe in m ü. NHN | Bemerkungen         |
| ----------- | ----------- | --------- | ------ | ----------- | ---------- | --------- | ------------------------------------------------ | ------------------------ | ------------------- |
| 004,50      | Bauke       | 276618-2? | links0 | 000,5000    |            |           | östlich von Schmallenberg-Grafschaft Koordinaten | 44000000                 |                     |
| 004,450     | Schmalmecke | 276618    | rechts | 001,9000    | 0001,880   | 0039,410  | östlich von Grafschaft Koordinaten               | 44000000                 |                     |
| 003,00      | Baßmecke    | 276618-32 | rechts | 000,9000    | 0000,510   | 0010,710  | in Grafschaft Koordinaten                        | 41600000                 |                     |
| 002,80      | Stameske    | 276618-34 | links0 | 001,6000    | 0000,660   | 0013,380  | bei Grafschaft Koordinaten                       | 40300000                 |                     |
| 002,350     | Bremecke    | 276618-4  | links0 | 002,4000    | 0002,260   | 0046,700  | westlich von Grafschaft Koordinaten              | 39500000                 |                     |
| 001,60      | Dormecke    | 276618-92 | links0 | 001,5000    | 0000,900   | 0018,480  | östlich von Schmallenberg Koordinaten            | 38500000                 |                     |
| 000,90      | Seilmecke   | 276618-9? | links0 | 000,8000    |            |           | bei Schmallenberg Koordinaten                    | 37600000                 |                     |
| 000,00      | Grafschaft  | 276618    |        | 006,0000    | 0012,400   | 0270,3000 | südlich von Schmallenberg                        |                          | mündet in die Lenne |

Anmerkungen zur Tabelle
1. ↑  Von der Quelle zur Mündung. Daten nach ELWAS
2. ↑  Gewässerkennzahl, in Deutschland die amtliche Fließgewässerkennziffer mit zur besseren Lesbarkeit eingefügtem Trenner hinter dem Präfix, das einheitlich für den allen gemeinsamen Vorfluter Grafschaft steht.
3. 1 2  Länge: Eigenmessung auf ELWAS
4. ↑  In der Gewässerstationierung wird die Schmalmecke als eigentlicher Quellbach geführt. Der namentliche Oberlauf (276618-2) wird dort als Opspring geführt.
5. ↑  In der Gewässerstationierung als Mühlenbach geführt!
6. ↑  Bezeichnung nach Flur- und Straßennamen
7. ↑  Die Daten der Grafschaft zum Vergleich